# Polka 3
Polka 3 è un singolo del rapper italiano Rosa Chemical pubblicato il 3 giugno 2022, dopo più di un anno dalla sua ultima pubblicazione.

## Video musicale
Il video parla di un matrimonio in una comunità romaní, basato da una storia vera. Quest'evento viene festeggiato con alcuni fuochi d’artificio, cibo, balli e divertimento. Il video è prodotto da E Ventures e diretto da Marco Salom.

## Tracce
Testi di Manuel Franco Rocati, musiche di Oscar Inglese.
1. Polka 3 – 2:41